# L 98-59 b
L 98-59 b est une exoplanète ayant une taille comprise entre celles de la Terre et de Mars. Elle orbite autour de l'étoile L 98-59, une naine rouge située à environ 35 années-lumière dans la direction de la constellation du Poisson volant, en compagnie de deux autres exoplanètes : L 98-59 c et L 98-59 d.
Sa découverte a été annoncée le 27 juin 2019 sur le site de la NASA. Détectée par le satellite TESS, elle est alors sa plus petite découverte en termes de taille.

## Caractéristiques
L 98-59 b orbite tous les 2,25 jours et reste si près de l'étoile qu'elle reçoit jusqu'à 22 fois plus d'énergie que la Terre en reçoit du Soleil. Aucune des trois planètes de ce système ne se trouve dans la zone habitable de l'étoile. La température estimée de cette planète, détectée par le télescope TESS (nom attribué TOI 175 b), est de 330 °C.